# Gad Beck
Gad Beck (Berlín, 30 de junio de 1923-Berlín, 24 de junio de 2012) fue un miembro judío de la resistencia durante el Nazismo.

## Biografía
Nació en 1923 en el seno de una familia judía y creció en el barrio de Weißensee, en Berlín, donde estudió en la escuela pública. En 1941 se unió al Hechaluz, un grupo que organizaba la colonización de Palestina y diferentes formas de resistencia política, incluyendo acciones clandestinas.
Durante los dos últimos años de la II Guerra Mundial, organizó como jefe del Chug Chaluzi la supervivencia de los judíos que se habían escondido.
Tras la Guerra vivió inicialmente en Múnich. En 1947 emigró a Israel, donde vivió más de 30 años. Desde principios de la década de 1970 vivía con su pareja, el checo Julius Laufer. En 1979 volvió a Alemania, donde inició una estrecha colaboración con Heinz Galinski, en ese momento, el jefe del Zentralrat der Juden in Deutschland, el órgano central del judaísmo en Alemania. Gad Beck se convirtió en director de la Universidad popular judía.
En 1995 publicó los «recuerdos» de un berlinés judío y homosexual, lo que despertó un gran interés: Und Gad ging zu David («y Gad fue a David», juego de palabras entre Gad y Gott, Dios, en alemán). Sin embargo, la autenticidad autobiográfica ha sido puesta en duda. Los creadores del documental Die Freiheit des Erzählens («La libertad de los recuerdos»), sobre la vida de Gad Beck, comentan lo siguiente:

Es scheint, dass Gad Beck um der Pointierung seiner Geschichten willen gelegentlich den Boden historischer Wahrheit verlässt. Er erfüllt damit vor allem ein Bedürfnis seiner Zuhörerschaft bzw. all jener Erinnerungsinstanzen, die, auf der Suche nach dem Dramatisch-Spektakulären und der Einschaltquote, Geschichte auf besondere Weise erzählt bekommen wollen.
Parece que Gad Beck a veces abandona el suelo de la verdad histórica para darle un mayor interés a sus historias. Con ello satisface ante todo las necesidades de una historia contada de forma especial para sus oyentes y para los divulgadores de la historia que están a la búsqueda de lo dramático/espectacular y de las cuotas de audiencia.

Posteriormente Gad Beck realizó numerosas lecturas y conferencias tanto en Europa como en Estados Unidos.